# جید (فیلم)
جید (انگلیسی: Jade) یک فیلم آمریکایی به کارگردانی ویلیام فریدکین است که در سال ۱۹۹۵ منتشر شد.

## طرح و داستان
دستیار دادستان ناحیه دیوید کورلی (کاروسو) به صحنه قتل تاجر برجسته کایل مدفورد که در خانه اش در سانفرانسیسکو توسط یک دریچه عتیقه به ضرب گلوله کشته شده بود فراخوانده می‌شود. کارآگاهان پلیس باب هارگرو و پیتی وسکو عکس‌هایی را در گاوصندوق مدفورد از فرماندار لو ادواردز (کرنا) در حال رابطه جنسی با یک فاحشه که بعداً به نام پاتریس جاسینتو معرفی شد، پیدا کردند. در طی بازجویی، پاتریس فاش می‌کند که او و چند زن دیگر از مدفورد پول دریافت کرده‌اند تا با مردان ثروتمند در خانه ساحلی او در پاسیفیکا رابطه جنسی داشته باشند. او همچنین به آنها اطلاع می‌دهد که مورد علاقه‌ترین روسپی در بین مشتریان، زنی است که تنها به نام «جید» شناخته می‌شود. در یک جلسه خصوصی با فرماندار ادواردز و دستیار بیل بارت، به کورلی هشدار داده می‌شود که عکس‌ها را عمومی نکند. کورلی پس از اینکه خط ترمزش عمداً قطع شد و وسیله نقلیه‌اش هنگام رانندگی از تپه‌ای شیب‌دار از کنترل خارج شد، تقریباً کشته می‌شود.
کارآگاهان اثر انگشت روی هچ متعلق به کاترینا گاوین، روان‌شناس بالینی و عاشق سابق کورلی را پیدا کردند که در نهایت با دوست نزدیکش، وکیل مدافع مت گاوین ازدواج کرد. وقتی با کاترینا مصاحبه شد، توضیح می‌دهد که مدفورد در روز مورد نظر به او توری از مجموعه عتیقه‌اش داشته‌است، اما ادعا می‌کند که هیچ ارتباطی با مرگ او ندارد. در خانه ساحلی مدفورد، کورلی و کارآگاهان انواع مواد مخدر، الکل و اسباب بازی‌های جنسی و همچنین دوربین‌های فیلمبرداری مخفی را پیدا می‌کنند. آنها به این نتیجه رسیدند که مدفورد جلسات جنسی را برای باج‌گیری از مردان ضبط می‌کرد. کورلی از کشف کاترینا در یکی از نوارها شوکه می‌شود. افشاگری علاقه کارآگاهان را به او به عنوان یک مظنون تجدید می‌کند.
پاتریس ترتیب ملاقات با کورلی را در یک رستوران می‌دهد تا دربارهٔ هویت جید صحبت کند، اما او در حمله‌ای توسط یک مهاجم ناشناس که یک فورد تاندربرد سیاه را رانندگی می‌کند، کشته می‌شود. کورلی که از نزدیک شاهد قتل است، خودروی مهاجمان را بیهوده تعقیب می‌کند. کارآگاهان متوجه می‌شوند که گاوین‌ها یک تاندربرد مشابه دارند، بنابراین کاترینا را به کشتن پاتریس مشکوک می‌کنند، اما پس از آن، وسیله نقلیه واقعی مورد استفاده در ضربه و فرار را رها شده پیدا می‌کنند که نشان می‌دهد شخصی در تلاش است کاترینا را قاب بگیرد. کاترینا دوباره برای بازجویی آورده می‌شود و نوار جنسی به او نشان داده می‌شود. مت، به عنوان وکیل خود، بازجویی را قبل از اینکه او به‌طور کامل دخالت خود را توضیح دهد، پایان می‌دهد. زمانی که کاترینا در خانه آنها روبه‌رو می‌شود، به شوهرش اعتراف می‌کند که با مرد روی نوار رابطه جنسی داشته‌است، تا حدی به دلیل آگاهی او از بسیاری از امور مت.
کاترینا با کورلی در آپارتمانش ملاقات می‌کند و سعی می‌کند او را اغوا کند. او اعتراف می‌کند که با خوابیدن با چند مرد در خانه ساحلی احساس آزادی جنسی کرده‌است. در همین حال، تنها شاهد شناسایی کاترینا در خانه ساحلی پاسیفیکا، مردی به نام هندرسون، به قتل رسید. کورلی به کارآگاهان در صحنه جرم اطلاع می‌دهد که کاترینا نمی‌توانست او را بکشد زیرا در آن زمان با او بود. کورلی در آپارتمانش با مت روبرو می‌شود که او را زیر اسلحه نگه می‌دارد و با عصبانیت او را متهم به همخوابی با کاترینا می‌کند. کورلی آن را انکار می‌کند و مت را متقاعد می‌کند که زندگی همسرش در خطر است. آنها با عجله به خانه گاوین می‌روند، جایی که دت. هارگرو، بارت و پت کالندر آمده‌اند تا کاترینا را بکشند و به دنبال عکس‌های مجرمانه فرماندار بگردند. Callendar توسط مت شلیک می‌شود، اما بارت موفق به فرار می‌شود. در این بین، هارگرو سعی می‌کند به کاترینا تجاوز کند و آن را بکشد، اما کورلی و مت از راه می‌رسند و هارگرو توسط مت تیراندازی می‌شود.
کورلی برای تضمین امنیت کاترینا با استفاده از در اختیار داشتن عکس‌ها نزد فرماندار می‌رود. فرماندار هرگونه اطلاع از اقدامات هارگرو یا کلندر را انکار می‌کند، اما القا می‌کند که هر دو از طرف او عمل می‌کردند. همان‌طور که او برای رختخواب در خانه آماده می‌شود، کاترینا عکس‌هایی را در حمام خود پیدا می‌کند که در حال سکس در خانه ساحلی است. مت به کاترینا اعتراف می‌کند که مدفورد را کشته‌است، مطمئن است که مدفورد در نهایت هر دوی آنها را باج خواهی خواهد کرد. سپس به کاترینا می‌گوید که دفعه بعد که آنها «عشق می‌کنند» «جید را به من معرفی کند».

## بازیگران
- دیوید کاروسو
- لیندا فیورنتینو
- چاز پالمینتری
- ریچارد کرنا
- انجی اورهارت
- مایکل بین
- دونا مورفی
- دیوید هانت